# Vinohrádky (Brno)
Vinohrádky (německy Weinberg) je bývalá vesnice v Brně, jejíž zástavba dnes tvoří součást městské části Brno-Žabovřesky.

## Historie
Ves Vinohrádky vznikla během raabizace, kdy byl v roce 1782 zrušen žabovřeský dvůr královopolského panství. Na jeho pozemcích podél staré cesty ze Žabovřesk do Brna (dnešní ulice Horova) byly vytyčeny parcely, na kterých do dvou let vznikla řadová zástavba familiantských usedlostí. Oproti většině raabizačních vesnic nebyly tyto domy jednotné a nesousedily přímo se sebou. Osada byla pojmenována podle ředitele komorních statků Antonína Kaschnitze z Weinbergu. Začátek vsi se na západní straně u Žabovřesk nacházel zhruba v polovině vzdálenosti mezi dnešními ulicemi Královopolskou a Blatného, takže nenavazoval přímo na tehdejší Žabovřesky. Na východě končila osada u dnešního Burianova náměstí. V roce 1790 žilo ve Vinohrádkách asi 160 osob v 30 domech, roku 1834 to bylo 266 osob v 35 domech. V roce 1826 byla na dnešním Burianově náměstí, které tvořilo jediný centrální prostor vsi, postavena kaple svatého Václava.
Roku 1843 se Vinohrádky staly součástí Žabovřesk. Zástavba vsi se postupně rozrůstala, jednak do prudkého kopce podél cesty k Brnu, kde vyrostly malé dělnické domky (dnešní ulice Minská), jednak se postupně začaly vytvářet zárodky ulic kolmých na hlavní cestu (např. dnešní ulice Kovařovicova, Bráfova, aj.). V roce 1903 byla zbořena původní vinohrádecká kaple, kterou o dva roky později nahradila nová v novorenesančním stylu. Začátkem 20. století také začala vyrůstat zástavba městského charakteru v horní části Vinohrádek, u hranic s Brnem (dnešní ulice Králova, Sirotkova a jejich okolí). Zde také bylo v roce 1915 postaveno kino Lucerna. Vinohrádky, které roku 1910 čítaly 1228 obyvatel a 194 domů, se společně se Žabovřeskami staly v roce 1919 součástí Brna a následně proběhla jejich proměna na předměstskou čtvrť a integrální součást Žabovřesk. Roku 1927 byla skrze celou ves, z Tábora po dnešních ulicích Minské a Horově až do Žabovřesk na nynější Rosického náměstí, prodloužena tramvajová trať. V roce 1930 měla osada 309 domů, ve kterých žilo 2058 osob. Někdy mezi lety 1935 a 1945 ztratily Vinohrádky formální status osady. Jejich okolí bylo postupně zcela urbanizováno, což bylo završeno v 60. a 70. letech 20. století realizací sídliště Žabovřesky na rozsáhlé volné ploše severně od Vinohrádek.

## Obyvatelstvo
| 1869 | 1880 | 1890 | 1900 | 1910  | 1921  | 1930  | 1950 | 1961 | 1970 | 1980 | 1991 | 2001 | 2011 |
| ---- | ---- | ---- | ---- | ----- | ----- | ----- | ---- | ---- | ---- | ---- | ---- | ---- | ---- |
| 375  | 387  | 462  | 575  | 1 228 | 1 741 | 2 058 | —    | —    | —    | —    | —    | —    | —    |

## Galerie

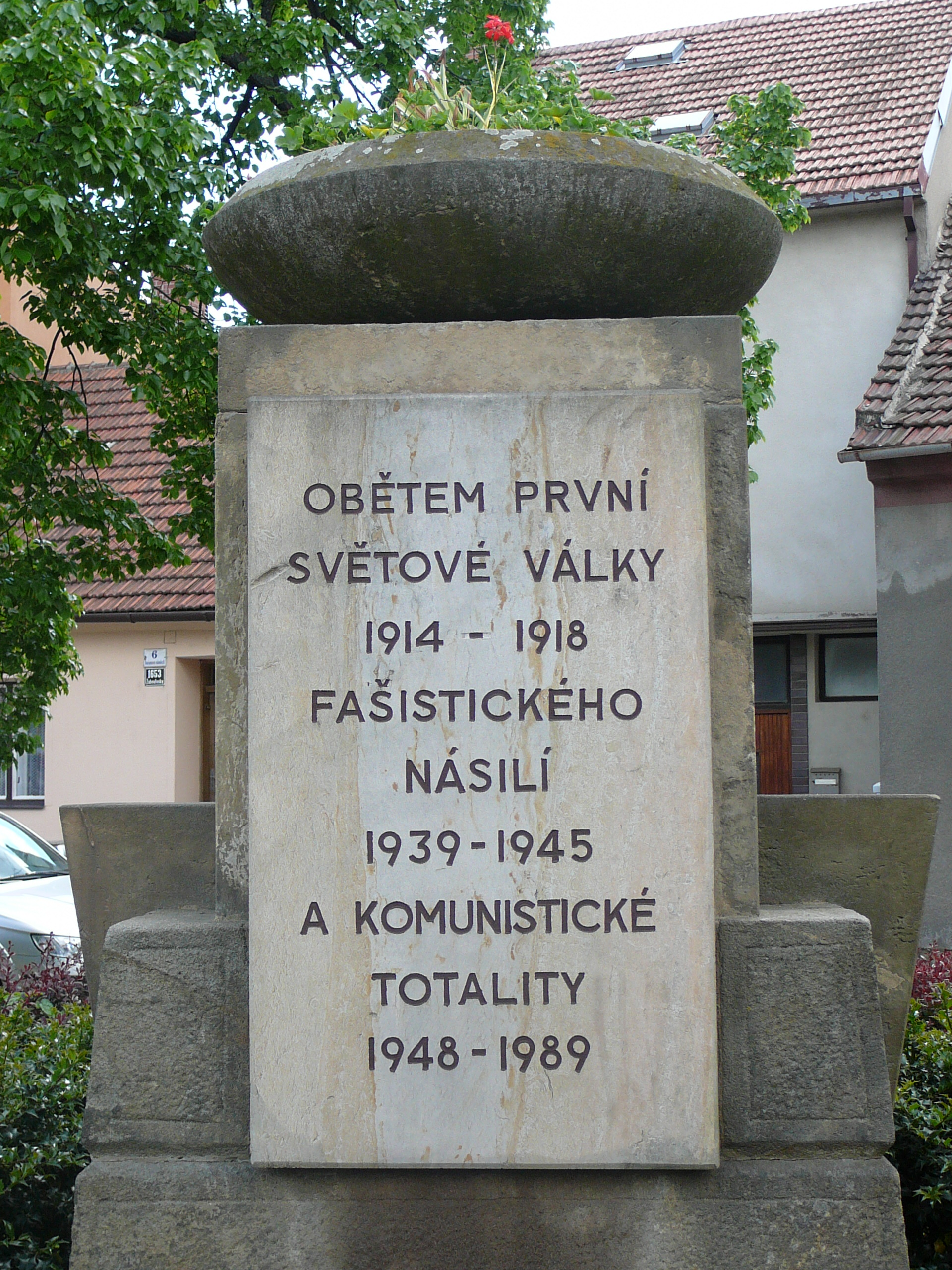
Pomník obětem u kaple svatého Václava
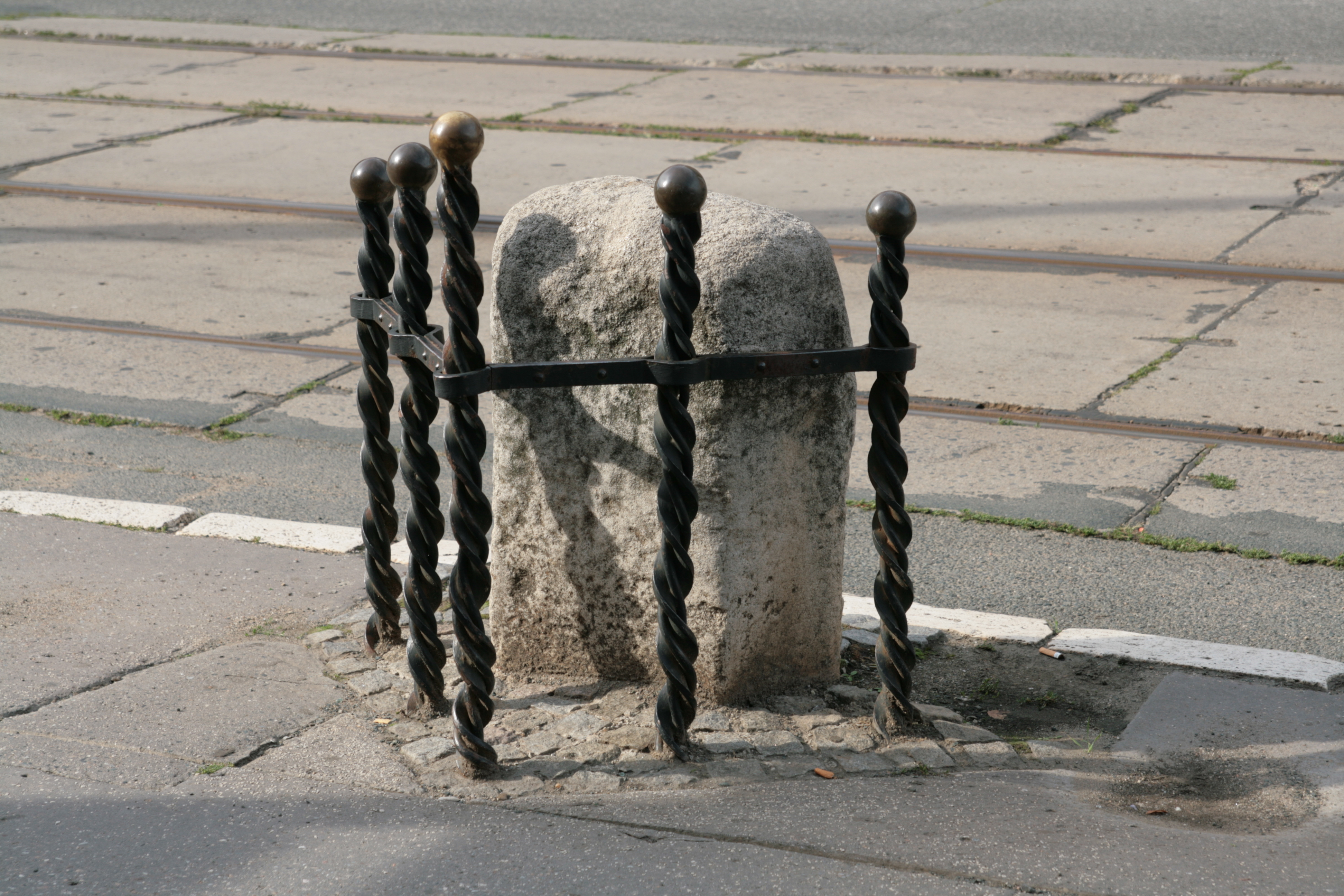
Pamětní kámen v Minské ulici
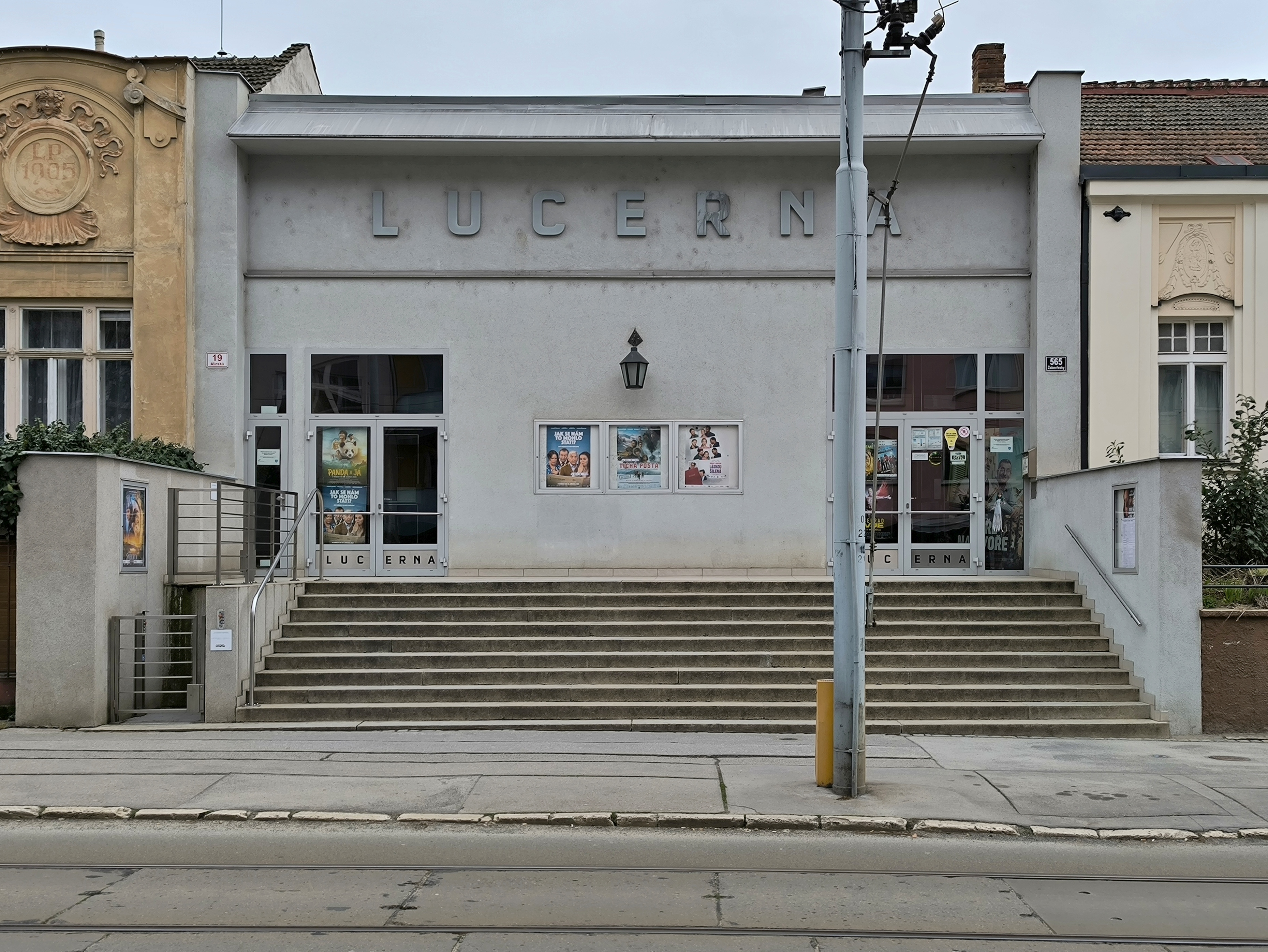
Kino Lucerna
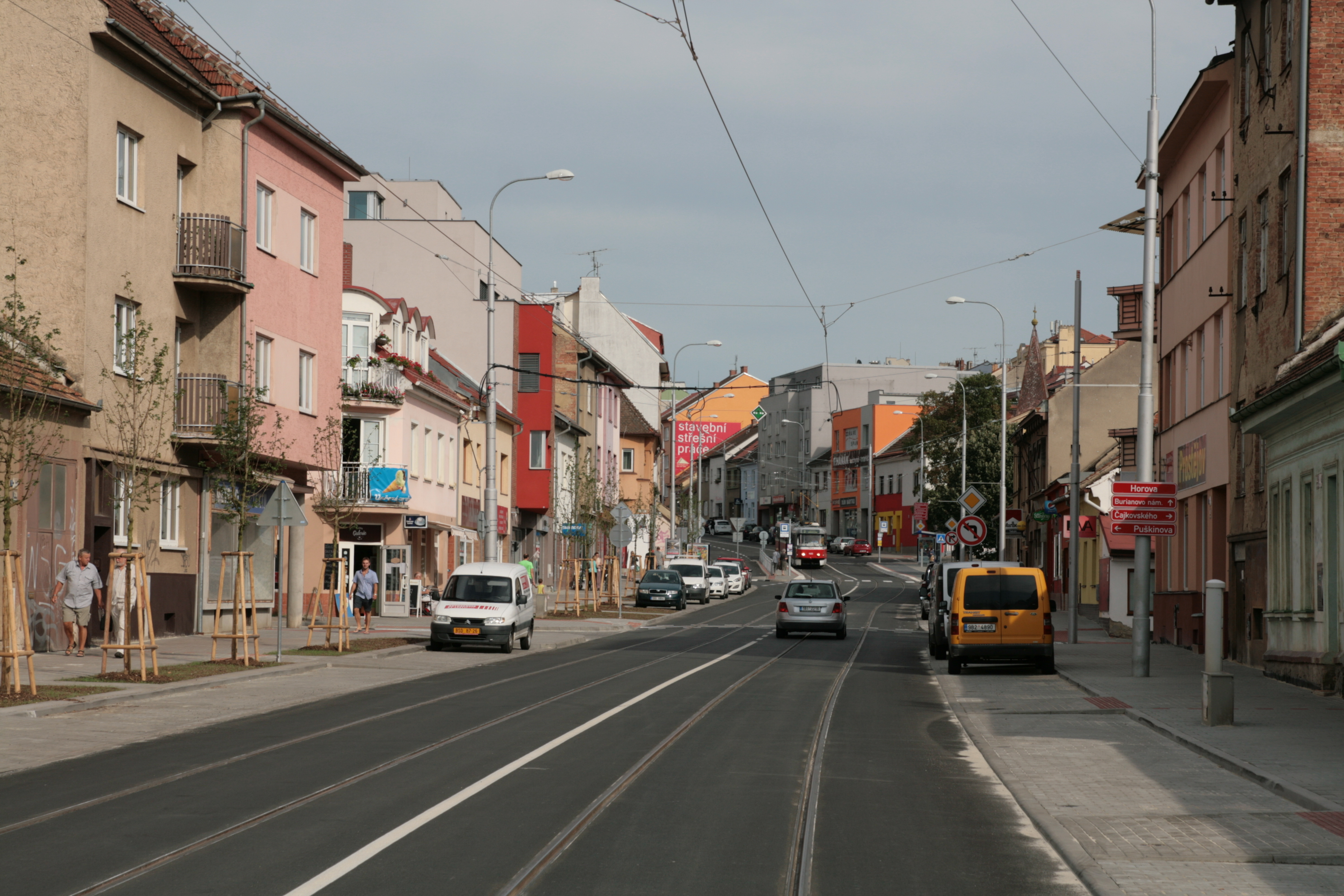
Ulice Horova
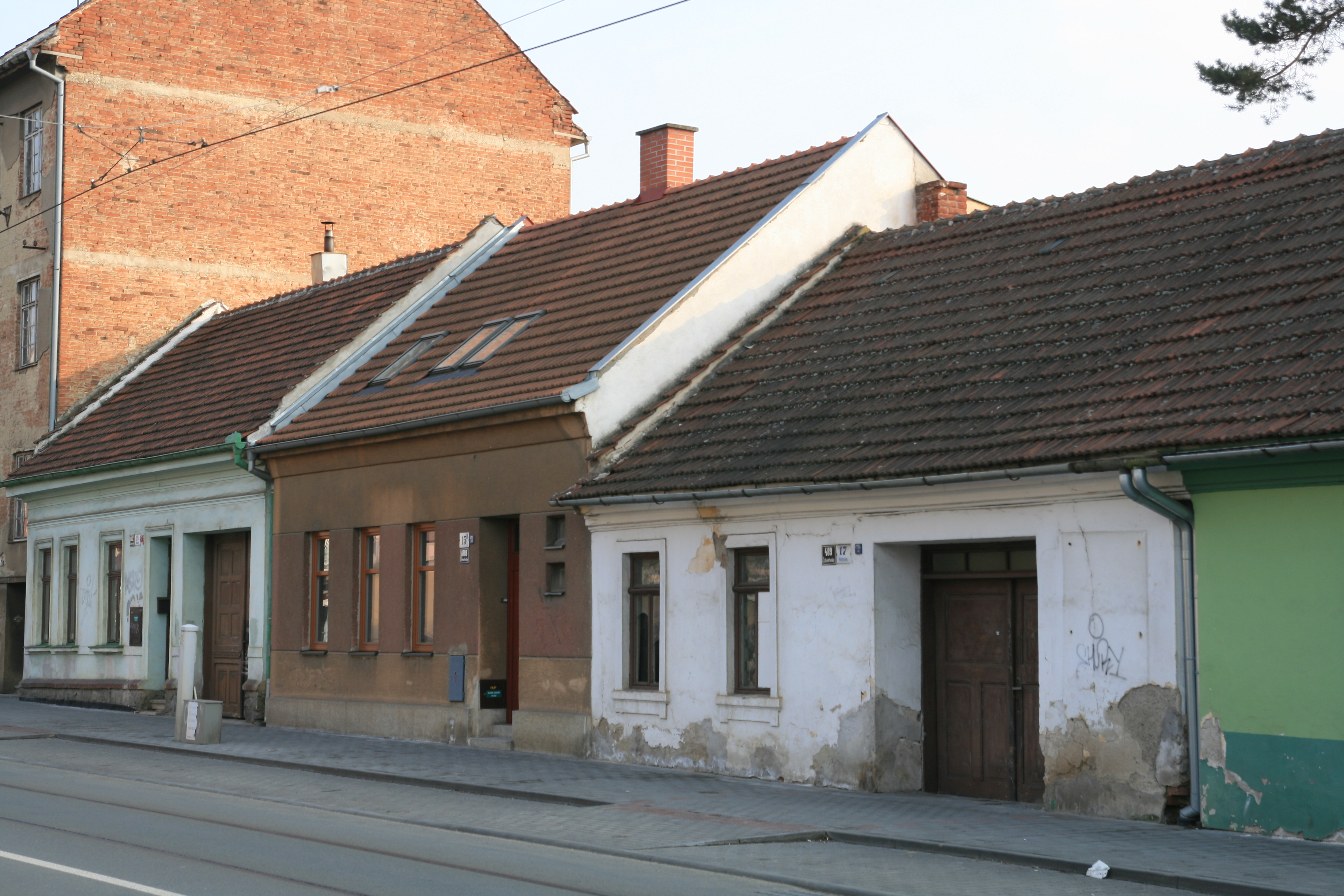
Vesnická zástavba v Horově ulici
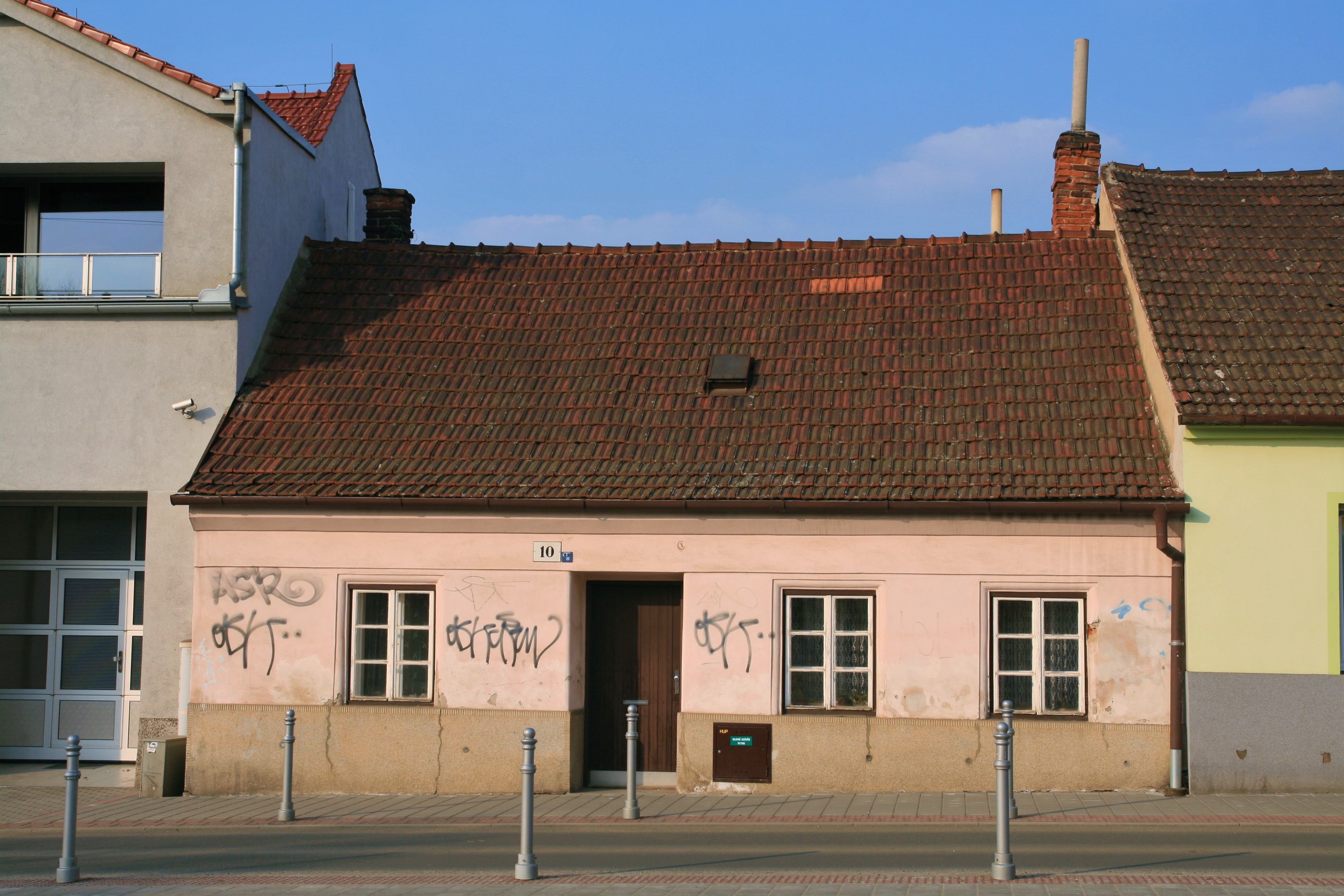
Dům č. 10 na Burianově náměstí
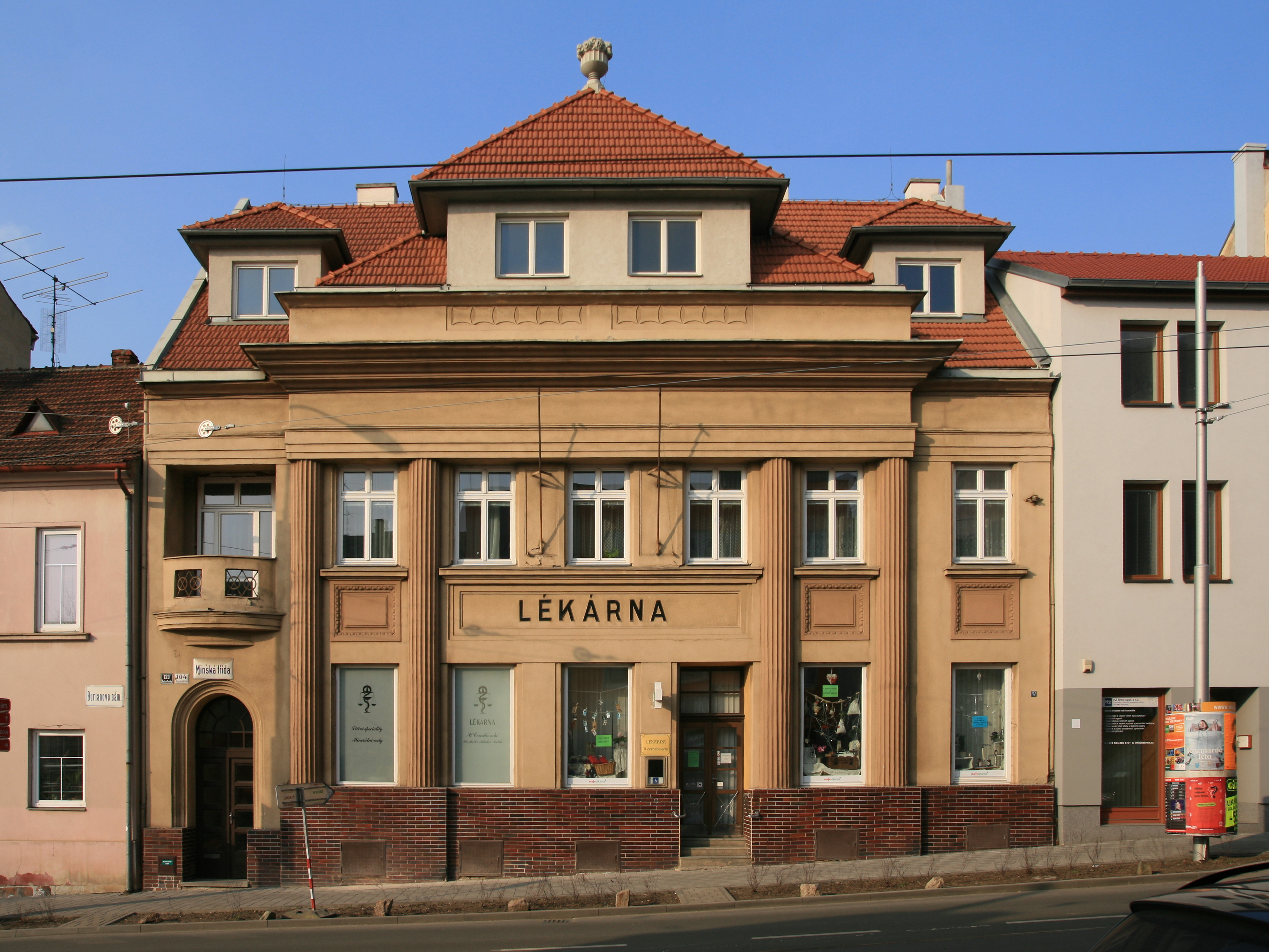
Dům s lékárnou v Minské ulici
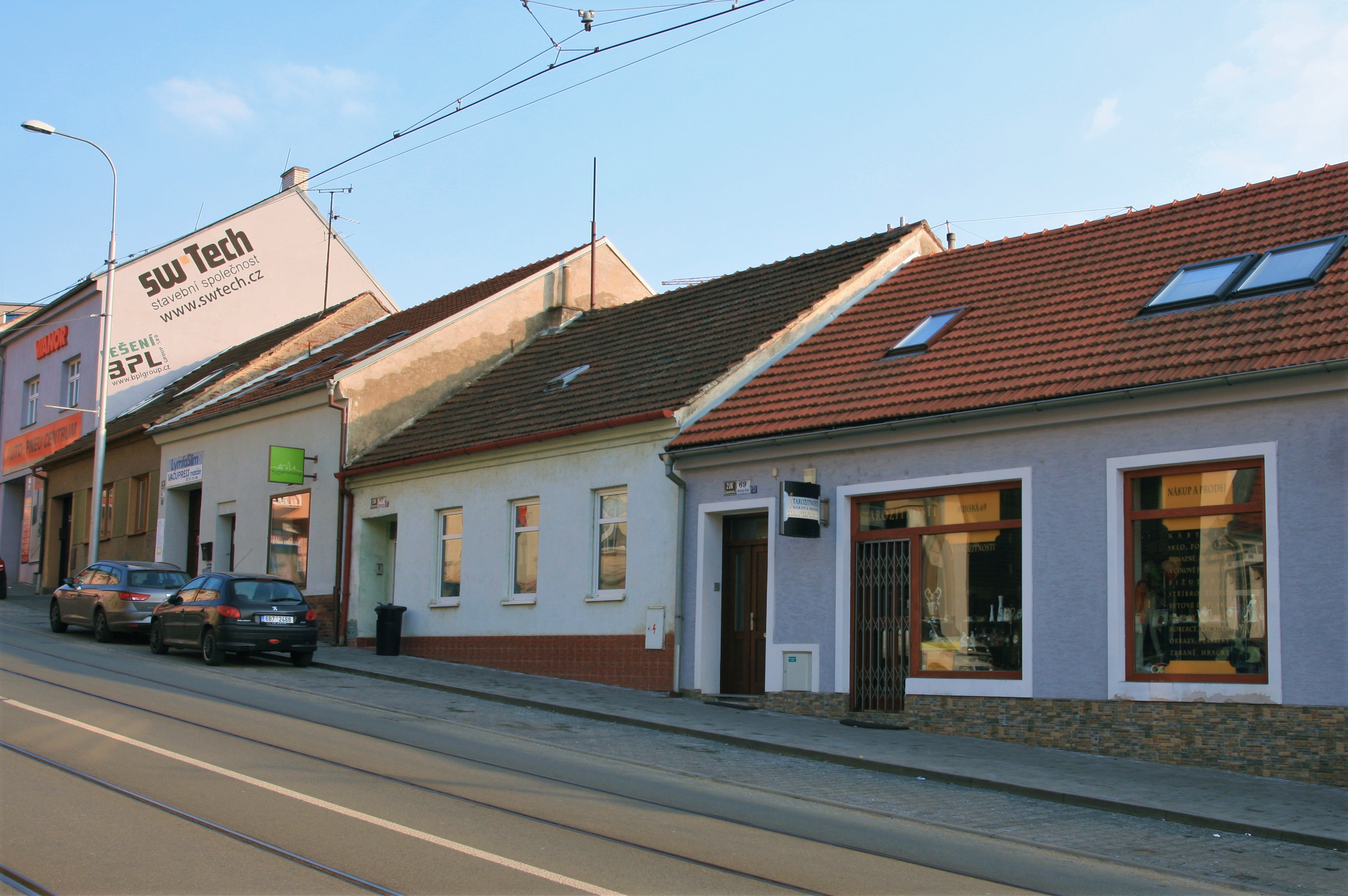
Dělnické domky v Minské ulici
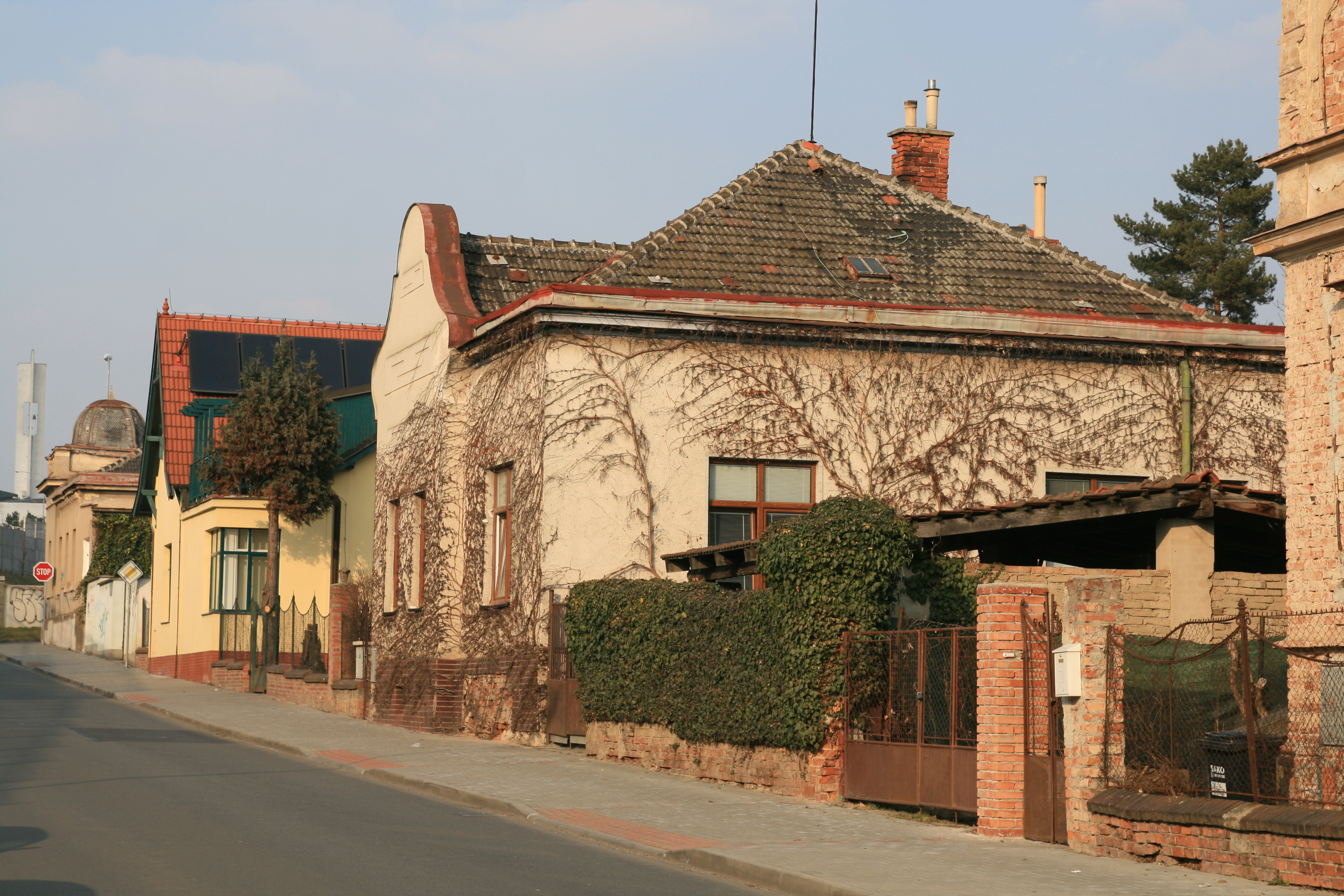
Bráfova ulice s vilkami